# Mistrzostwa Świata Strongman 1999
Mistrzostwa Świata Strongman 1999 – doroczne, indywidualne zawody siłaczy.

## Rundy kwalifikacyjne
WYNIKI KWALIFIKACJI
Data: 9, 10, 11, 12 września 1999 r.
Do finału kwalifikuje się dwóch najlepszych zawodników z każdej grupy.
Grupa 1
| Miejsce | Zawodnik           | Kraj              | Punkty |
| ------- | ------------------ | ----------------- | ------ |
| 1.      | Magnus Samuelsson  | Szwecja           | 33     |
| 2.      | Jamie Barr         | Szkocja           | 27     |
| 3.      | Joe Onosai         | Samoa             | 21,5   |
| 4.      | Mark Philippi      | Stany Zjednoczone | 21,5   |
| 5.      | Grant Edwards      | Australia         | 13     |
| 6.      | Israel Sanguinetto | Hiszpania         | 10     |

Grupa 2
| Miejsce | Zawodnik        | Kraj              | Punkty |
| ------- | --------------- | ----------------- | ------ |
| 1.      | Jouko Ahola     | Finlandia         | 32     |
| 2.      | Rene Minkwitz   | Dania             | 27     |
| 3.      | Levi Vaoga      | Nowa Zelandia     | 25     |
| 4.      | Pieter de Bruyn | Południowa Afryka | 18     |
| 5.      | Steve Brooks    | Anglia            | 15     |
| 6.      | Bryan Neese     | Stany Zjednoczone | 7      |

Grupa 3
| Miejsce | Zawodnik          | Kraj              | Punkty |
| ------- | ----------------- | ----------------- | ------ |
| 1.      | Janne Virtanen    | Finlandia         | 31,5   |
| 2.      | Svend Karlsen     | Norwegia          | 22,5   |
| 3.      | Glenn Ross        | Irlandia Północna | 21     |
| 4.      | Jorma Paananen    | Szwecja           | 18,5   |
| 5.      | Niko Noga         | Stany Zjednoczone | 17     |
| 6.      | Gerrit Badenhorst | Południowa Afryka | 15,5   |

Grupa 4
| Miejsce | Zawodnik       | Kraj              | Punkty |
| ------- | -------------- | ----------------- | ------ |
| 1.      | Hugo Girard    | Kanada            | 34     |
| 2.      | Torfi Ólafsson | Islandia          | 27     |
| 3.      | Ken Brown      | Stany Zjednoczone | 22     |
| 4.      | Regin Vagadal  | Wyspy Owcze       | 22     |
| 5.      | Hubert Dörer   | Austria           | 12     |
| 6.      | Lee Bowers     | Anglia            | 9      |

Grupa 5
| Miejsce | Zawodnik           | Kraj              | Punkty |
| ------- | ------------------ | ----------------- | ------ |
| 1.      | Berend Veneberg    | Holandia          | 31     |
| 2.      | László Fekete      | Węgry             | 23     |
| 3.      | Raimonds Bergmanis | Łotwa             | 23     |
| 4.      | Whit Baskin        | Stany Zjednoczone | 22     |
| 5.      | Andreas Hoffman    | Niemcy            | 16     |
| 6.      | Bill Pittuck       | Anglia            | 11     |

## Finał
FINAŁ – WYNIKI SZCZEGÓŁOWE
Data: 15, 16, 17, 18 września 1999 r.

Miejsce: Valletta, Blue Grotto, Golden Bay  Malta
| Miejsce | Zawodnik          | Kraj      | Punkty           |
| ------- | ----------------- | --------- | ---------------- |
| 1.      | Jouko Ahola       | Finlandia | 60               |
| 2.      | Janne Virtanen    | Finlandia | 53               |
| 3.      | Svend Karlsen     | Norwegia  | 52,5             |
| 4.      | Hugo Girard       | Kanada    | 49,5             |
| 5.      | Magnus Samuelsson | Szwecja   | 47               |
| 6.      | Berend Veneberg   | Holandia  | 41               |
| 7.      | Torfi Ólafsson    | Islandia  | 29,5             |
| 8.      | László Fekete     | Węgry     | 23               |
| 9.      | Jamie Barr        | Szkocja   | 22,5             |
| 10.     | Rene Minkwitz     | Dania     | 1 (kontuzjowany) |